# Gmina Istočni Drvar
Gmina Istočni Drvar (serb. Општина Источни Дрвар / Opština Istočni Drvar) – gmina w Bośni i Hercegowinie, w Republice Serbskiej. W 2013 roku liczyła 66 mieszkańców.